# Успение Богородично (Риза)
Вижте пояснителната страница за други значения на Успение Богородично.
„Успение Богородично“ (на гръцки: Κοιμήσεως Θεοτόκου) е православна църква в село Риза (Сопотник), Халкидики, Гърция, част от Йерисовската, Светогорска и Ардамерска епархия. Храмът е построен в 1852 година. Църквата има ценни икони от XIX век от майстори от Галатищката художествена школа, между които и смятана за чудотворна икона на Свети Атанасий.